# The Sims 2: Seasons
The Sims 2: Seasons este un pachet de expansiune dedicat jocului The Sims 2. Acesta conține mai multe opțiuni printre care abilitatea de a intreține o grădină și de a interacționa cu efectele vremii și anotimpurilor. De asemenea, se mai pot cumpǎra și obiecte noi dintre care patinoare, patinoare pentru role, noi obiecte pentru mobilier etc. În aceasta versiune se pot angaja grǎdinari și se poate chema clubul grǎdinarilor.